# 阿肯色州众议院
阿肯色众议院（英語：Arkansas House of Representatives）是美国阿肯色州议会的下議院，共有100名议员，每届任期2年。现任众议院議長为共和黨籍的馬修·謝伯德。